# Giovanni Battista Viola
Pour les articles homonymes, voir Viola.
Giovanni Battista Viola (Bologne, 1576 - Rome, 1622) est un peintre baroque italien connu pour ses paysages.
En France certaines de ses œuvres ont fait partie des collections de Mazarin et de Louis XIV.